# Torrenteras del Río Cárcel Mayu
Torrenteras del Río Cárcel Mayu, cuyo nombre oficial es Área natural y patrimonial natural de las Torrenteras del Río Cárcel Mayu, es un área protegida de Bolivia, ubicada en el municipio de Villa Capinota de la provincia homónima en el departamento de Cochabamba. Esta área protegida fue creada con los siguientes objetivos:
- La preservación y conservación del patrimonio cultural y natural del municipio de Capinota.
- La conservación de los recursos hidrobiológicos y forestales, como por ejemplo: permitir que las aguas del río Cárcel Mayu alimenten las tierras del municipio para su producción.
- La preservación de todo el curso natural del río Cárcel Mayu hasta el punto de desembocadura, para que de esta manera se eviten desastres naturales.
- La prevención de la explotación de áridos y agregados de los diferentes sectores sociales.

En cuanto a los aspectos socioeconómicos relacionados con esta área protegida, se encuentran: la actividad agropecuaria, la ganadería, la agricultura y la recolección de minerales.

## Fauna y flora relevante
Las Torrenteras del Río Cárcel Mayu cuentan con una diversidad tanto en flora como en fauna. Las torrenteras albergan diferentes especies como: liebres, palomas y el zorrillo.
En el caso de la flora, las torrenteras albergan la siguiente vegetación: molle, muña, manzanilla, wira wira, jayagpichana, lloqhe, sábila y altamisa.

## Nivel de protección
Esta área protegida tiene como base legal la Ordenanza Municipal N°023/2013, del 10 de septiembre del 2013.

## Amenazas
Las Torrenteras del Río Cárcel Mayu son amenazadas por diferentes factores como la contaminación y la construcción de canales.
En agosto de 2013, la Alcaldía Municipal de Capinota abrió un canal de desagüe que iba desde la altura de Chullpa K’asa, se extendía a lo largo de los rieles del tren y buscaba echar sus aguas en Cárcel Mayu.